# Cinefilia
A cinefilia (do grego kíne(ma), «movimento» +phílos, «amigo» +-ia) é o gosto pelo cinema e o interesse demonstrado por tudo aquilo que se relaciona com a sétima arte. Quem se interessa pelo cinema é considerado cinéfilo.
O próprio cinema tem produzido filmes onde a cinefilia é retratada, como em Cinema Paradiso, de Giuseppe Tornatore. Os realizadores de cinema fazem frequentemente referência a clássicos de cinema ou parodiam sequências de filmes, demonstrando assim que pertencem ao círculo dos cinéfilos.
A cinefilia está muito ligado ao fenómeno dos cineclubes que, por exemplo, em Portugal tiveram um importante papel cultural na divulgação de filmes menos comerciais ou clássicos do cinema que despertam o interesse de quem gosta desta arte.
A cinefilia pode também verificar-se noutros  produtos audiovisuais (por exemplo, é frequente, nas telenovelas brasileiras a referência a outros filmes - como, por exemplo, em "A rainha da sucata", onde as sequências e referências a filmes como Gaslight, de  George Cukor; Gilda, de Charles Vidor ou Citizen Kane de Orson Welles eram frequentes, ao lado de outras referências a filmes de género, como o filme de terror - vampiros - ou o filme negro).